# Call of Duty: Black Ops
Call of Duty: Black Ops – gra komputerowa z gatunku strzelanek pierwszoosobowych, wyprodukowana przez Treyarch i wydana przez Activision. Gra ukazała się 9 listopada 2010 roku. Jest to siódma część serii gier Call of Duty. Gra osadzona jest w latach 60. i porusza tematykę zimnej wojny oraz kryzysu atomowego.

## Fabuła
Gra dzieje się w Latach 60. XX wieku. Gracz wciela się w rolę Alexa Masona – amerykańskiego żołnierza przesłuchiwanego przez agentów Hudsona i Weavera. Był on zaangażowany, wraz z sierżantem Frankiem Woodsem i Josephem Bowmanem, w operację, której wynikiem ma być zabójstwo Fidela Castro po inwazji w Zatoce Świń. Zostaje złapany i przekazany Związkowi Radzieckiemu i trafia do łagru w Workucie. Poznaje tam Wiktora Reznowa (znacząca postać z Call of Duty: World at War), który uczestniczył w zniszczeniu nazistowskiej broni chemicznej Nova 6. Reznow wskazuje Masonowi osoby, którym udało się odtworzyć broń dla ZSRR i których ma powstrzymać przed jej użyciem – Nikitę Dragowicza, Lwa Krawczenkę i nazistowskiego naukowca Friedricha Steinera. w 1963 Mason i Reznow wszczynają powstanie w łagrze, w wyniku którego tylko Masonowi udaje się uciec. 
Mason zostaje wysłany, wraz z Woodsem i Bowmanem, do Wietnamu, gdzie rosyjski zdrajca przekazuje im dokumenty potwierdzające lokalizację Dragowicza. Zdrajcą pozornie okazuje się być Reznow, który wspomaga ich w powstrzymaniu dostawy Nova 6. Zespół dowiaduje się, że Dragowicz planuje użycie wielu uśpionych agentów do wypuszczenia gazu Nova 6 na całym terenie USA. W wyniku operacji Woods i Bowman giną. W tym czasie agenci CIA Hudson i Weaver poszukują jednego z naukowców uczestniczącego w budowie Novy 6 – Daniela Clarka. Odnajdują go w Hongkongu, zostają jednak zaatakowani przez oddział Specnazu, którzy mają na celu zabicie naukowca. Hudson i Weaver zdobywają od niego informacje na temat położenia Friedricha Steinera, ale Clarke ginie podczas ucieczki. Steiner kontaktuje się z agentami w celu spotkania, ponieważ Dragowicz planuje jego zabicie. Idą na spotkanie, lecz Mason zabija go tuż przed spotkaniem. Agenci obserwując Masona zauważają, że rozmawia on ze Steinerem używając nazwiska Reznow. Decydują się go przesłuchać. 
W trakcie przesłuchania okazuje się, że w niewoli Mason został zaprogramowany przez Dragowicza do zamordowania prezydenta Kennedy'ego, jednak Reznov przeprogramował go przed powstaniem w Workucie do zabicia Dragowicza, Krawczenki i Steinera. Mason odkrywa, że Reznow zginął podczas ucieczki z Workuty i przypomina sobie o położeniu stacji nadawczej, z której Dragowicz planuje transmisję hasła, które ma uaktywnić śpiących agentów w USA – statek Rusałka, stacjonujący przy brzegu Kuby. Mason, Hudson i Wever rozpoczynają atak na statek i ukrytą bazę łodzi podwodnych. Podczas walk udaje im się dotrzeć do Dragowicza i go zlikwidować. Uciekają tuż przed tym, jak baza zostaje zbombardowana przez amerykańską marynarkę wojenną. W wyniku zabicia Dragowicza udaje się zdeeskalować konflikt atomowy i zabić wszystkich wiedzących o projekcie Nova 6.

### Postacie
- Kapitan Alex Mason – postać, w którą wciela się gracz. Służył armii SOG, walczył w Wietnamie i Laosie.
- Sierżant Frank Woods – żołnierz SOG, przyjaciel Masona, uczestniczący w operacjach na Kubie i w Wietnamie
- Joseph Bowman – żołnierz SOG, przyjaciel Masona, uczestniczący w operacjach na Kubie i w Wietnamie
- dr. Daniel Clarke – angielski naukowiec, wynalazł gaz Nova 6, były współpracownik generała Dragowicza, przesłuchiwany przez Hudsona w Kowloon City, ginie od strzału w głowę w trakcie ucieczki przed żołnierzami Specnazu.
- Jason Hudson – agent CIA, postać, w którą wciela się gracz.
- Grigorij Weaver – agent CIA, współpracownik Hudsona.
- John F. Kennedy – prezydent USA
- Generał Nikita Dragowicz – radziecki generał, jeden z promotorów projektu „Nova 6”, główny cel Masona.
- Pułkownik Lew Krawczenko – oficer radziecki, słynący z okrucieństwa, prawa ręka Dragowicza.
- Kapitan Wiktor „Wilk” Reznow – radziecki żołnierz, walczył podczas II wojny światowej, zesłany do Workuty, wraz z Masonem próbuje uciec z obozu. Postać z gry Call of Duty: World at War
- Dmitrij Petrenko – radziecki żołnierz, przyjaciel Reznowa, zostaje zabity z rozkazu Dragowicza. Petrenko był postacią grywalną w Call of Duty: World at War.
- Newski, Twelin, Bełow, Wichariew – członkowie 3 Drużyny Uderzeniowej, koledzy Reznowa. Prawdopodobnie zginęli w tej samej komorze gazowej co Petrenko.
- Friedrich Steiner – oficer SS, nazistowski naukowiec, który współpracował z Sowietami po wojnie.
- Siergiej Kozin – jeden z więźniów w Workucie, nazywany „Bestią z Magadanu”, silny i wysoki, ginie podczas ucieczki.
- Fidel Castro – kubański dyktator, w ramach przyjaźni kubańsko-radzieckiej, przekazuje głównego bohatera sowietom po nieudanej operacji.
- Major Neitsch – członek U.S. Air Force, kieruje aparaturą zwiadu RSO samolotu SR-71 Blackbird w misji „WMD”.
- Kapitan Mosely – członek U.S. Air Force, pilot samolotu zwiadowczego SR-71 Blackbird w misji „WMD”.
- Swift – żołnierz SOG, pojawiający się w misji „Victor Charlie”. Ginie w tunelach podczas misji w Wietnamie.
- Brooks – agent CIA, pojawia się w misji na Bajkonurze i Uralu.
- Harris – agent CIA z oddziału Hudsona, ginie podczas lawiny na Uralu.

### Bohaterowie w trybie zombie
Five:
- John F. Kennedy
- Robert S. McNamara
- Richard Nixon
- Fidel Castro

Nacht der Untoten, Verruckt, Shi-no Numa, Der Riese, Kino der Toten, Ascension i Shangri-La, The Moon (mapa Ascension znajduje się w pierwszym DLC pt. First Strike, natomiast Shangri La znajduje się w trzecim pakiecie map pt. Annihilation):
- Tank Dempsey
- Nikolai Belinski
- Takeo Masaki
- Edward Richtofen

Call of the Dead (dostępna staje się po zakupie drugiego dodatku DLC pt. Escalation):
- Sarah Michelle Gellar
- Robert Englund
- Michael Rooker
- Danny Trejo

## Obsada

### Główne postacie
- Frank Woods – James Burns
- Joseph Bowman – Ice Cube
- Jason Hudson – Ed Harris
- Grigori Weaver – Gene Farber
- Wiktor Reznow – Gary Oldman
- Dr. Clarke – Gary Oldman
- Alex Mason – Sam Worthington
- Nikita Dragovich – Eamon Hunt

### Postacie poboczne
- John F. Kennedy – Chriss Anglin
- Terrance Brooks – Troy Baker
- Friedrich Steiner – Mark Bramhall
- Fidel Castro – Marlon Correa
- Lev Kravchenko – Andrew Divoff
- Dimitri Petrenko – Boris Kievsky
- Richard Nixon – Dave Mallow
- Richtofen – Nolan North
- Robert McNamara – Robert Picardo
- Carlos – Gustavo Rex
- Nikolai – Fred Tatasciore
- Sergei – Travis Willingham

## Rozgrywka

### Gra wieloosobowa

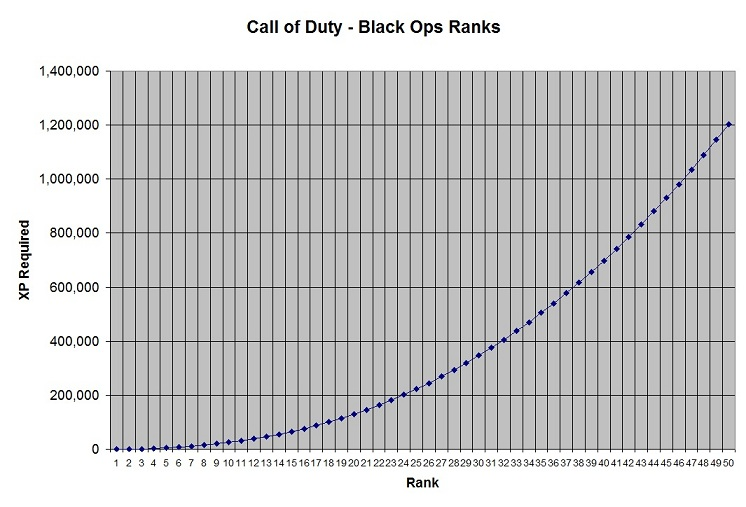
Liczba wymaganych punktów doświadczenia dla poszczególnych rang

Mark Lamia, szef studia Treyarch, w wywiadzie dla magazynu PC Gamer o powrocie serwerów dedykowanych:

Myślę, że serwery dedykowane są świetne. Nie widzę żadnego powodu, dla którego mielibyśmy ich nie uruchomić, chyba że… cóż, nie widzę żadnego powodu, dla którego mielibyśmy tego nie zrobić. […] Wygląda na to, że to rozwiązanie naprawdę podoba się graczom i jesteśmy zachwyceni tym, co teraz robimy.

Oprócz standardowego trybu gry wieloosobowej, gra oferuje czteroosobowy tryb kooperacji.

## Produkcja
O rozpoczęciu nad nią prac w 2009 r. poinformował, na swoim profilu w serwisie LinkedIn, David Kim, starszy animator studia Treyarch. Kim napisał: „Pracuję nad moim drugim tytułem jako starszy animator w branży gier u Activision/Treyarch przy Call of Duty 7.”

## Dodatki
Treyarch wydał cztery dodatki do gry. Składały się z map (4 mapy do trybu multiplayer + 1 do trybu Zombie). Dodatki te można zakupić poprzez Xbox Live, Steam (przez PC) lub PlayStation Network. Na Xbox Live dodatki można zakupić wcześniej, a przez Steam lub PlayStation Network dopiero około miesiąc później.
Pierwszy dodatek o nazwie „First Strike” został wydany 1 lutego 2011 r. na Xboxa 360, 3 marca na PlayStation 3 oraz 25 marca na PC. Składa się on z czterech map do multiplayer: „Berlin Wall”, „Discovery”, „Kowloon” i „Stadium”, a także z jednej mapy trybu Zombie, „Ascension”.
Drugi dodatek pod nazwą „Escalation” został wydany 3 maja 2011 r. na Xboxa 360, 2 czerwca na PC oraz 10 czerwca na PlayStation 3. Składa się on z czterech map do multiplayer: „Zoo”, „Hotel”, „Convoy” i „Stockpile”, jak również z jednej mapy trybu Zombie, „Call of the Dead”.
Trzeci dodatek pod nazwą „Annihilation” został wydany 28 czerwca 2011 r. na Xboxa 360 oraz 28 lipca na PlayStation 3 i PC. Składa się on z czterech nowych map do multiplayer: „Hangar 18”, „Hazard”, „Drive-In” i „Silo” oraz jednej mapy do trybu Zombie, „Shangri La”.
Czwarty i zarazem ostatni dodatek o nazwie „Rezurrection” został wydany 23 sierpnia 2011 r. na Xboxa 360 oraz 22 października na PlayStation 3 i PC. Ten dodatek wyjątkowo składał się z pięciu map do trybu Zombie (czterech z Call of Duty: World at War i jednej nowej): „Moon”, „Swamp”, „Night”, „Asylum” i „Factory”.

## Odbiór gry
Gra Call of Duty: Black Ops została pozytywnie przyjęta przez recenzentów. Średnia ocen na Metacritic wyniosła 87%. W ciągu pierwszych 24 godzin od premiery, gra sprzedała się w 5 600 000 egzemplarzach w USA oraz Wielkiej Brytanii.
Gra została ocenzurowana w Niemczech oraz Japonii ze względu na dużą brutalność.
Black Ops wywołało protesty ze strony kubańskich mediów, w związku ze sceną zamachu na Fidela Castro, widoczną w grze oraz amerykańskich weteranów, którzy uważają, że premiera w Dzień Weteranów to zabieg marketingowy ze strony Activision.